# خالد علوني
خالد عبد الله علوني مواليد 1 سبتمبر 1998، هو لاعب كرة قدم سعودي يلعب كمهاجم يلعب حالياً في نادي نجد.

## مسيرة اللاعب
لعب في نادي كميت ونادي الوشم ونادي نجد.